# Hieracium ciliatiflorum
Hieracium ciliatiflorum es una especie de planta con flor del género Hieracium, de la familia Asteraceae, orden Asterales.

## Distribución
Hieracium ciliatiflorum se distribuye por Suecia, Finlandia y Dinamarca.

## Taxonomía
Fue descrita científicamente por Pugsl. Fue publicada en J. Bot. 79: 194 (1942).